# Historia del feminismo
La historia del feminismo incluye el conjunto de movimientos y teorías del mismo a lo largo del tiempo. Su alcance es discutido, tanto por la cronología (hay polémica sobre el momento de inicio) como por el tipo de fenómeno que tendría que comprender, puesto que se puede considerar que todos los colectivos que defienden la liberación de la mujer o que reivindican sus derechos forman parte de esta historia, o bien que solo hay que nombrar aquellos pensadores y grupos que se definen ellos mismos como feministas o que reflexionan sobre esta ideología. La conjunción entre filosofía, activismo social y la revisión de la historia y cultura desde el prisma de la mujer complican todavía más el panorama.  
Tradicionalmente se ha dividido el feminismo en varias "olas" o etapas históricas. La Primera ola del feminismo supuso el nacimiento de la conciencia de la opresión de la mujer en diferentes ámbitos y se articuló a través de reivindicaciones sobre todo de carácter político o legislativo, encaminadas a lograr una situación de progresiva igualdad entre hombres y mujeres en la esfera pública. La segunda ola aumentó el campo de lucha para denunciar el patriarcado que reinaba, incluso de forma inadvertida para la sociedad, en varias esferas de la vida cotidiana. La tercera, por su parte, abandonó el concepto de un solo feminismo, para aceptar una diversidad de concepciones de género y su relación con otras esferas. Estas olas no son iguales en todo el mundo por ejemplo en los países árabes donde si existe un sistema patriarcal y las mujeres están sometidas a al hombre y dónde la lucha"feminista" no llega ni de cola, ni tienen un consenso unánime entre los estudiosos, puesto que las luchas se mantienen entre periodos y aparecen movimientos que son la evolución de asociaciones anteriores, que no se consideran superados. Así, por ejemplo, la lucha política que inició el movimiento formal del feminismo continúa vigente.

## Antecedentes

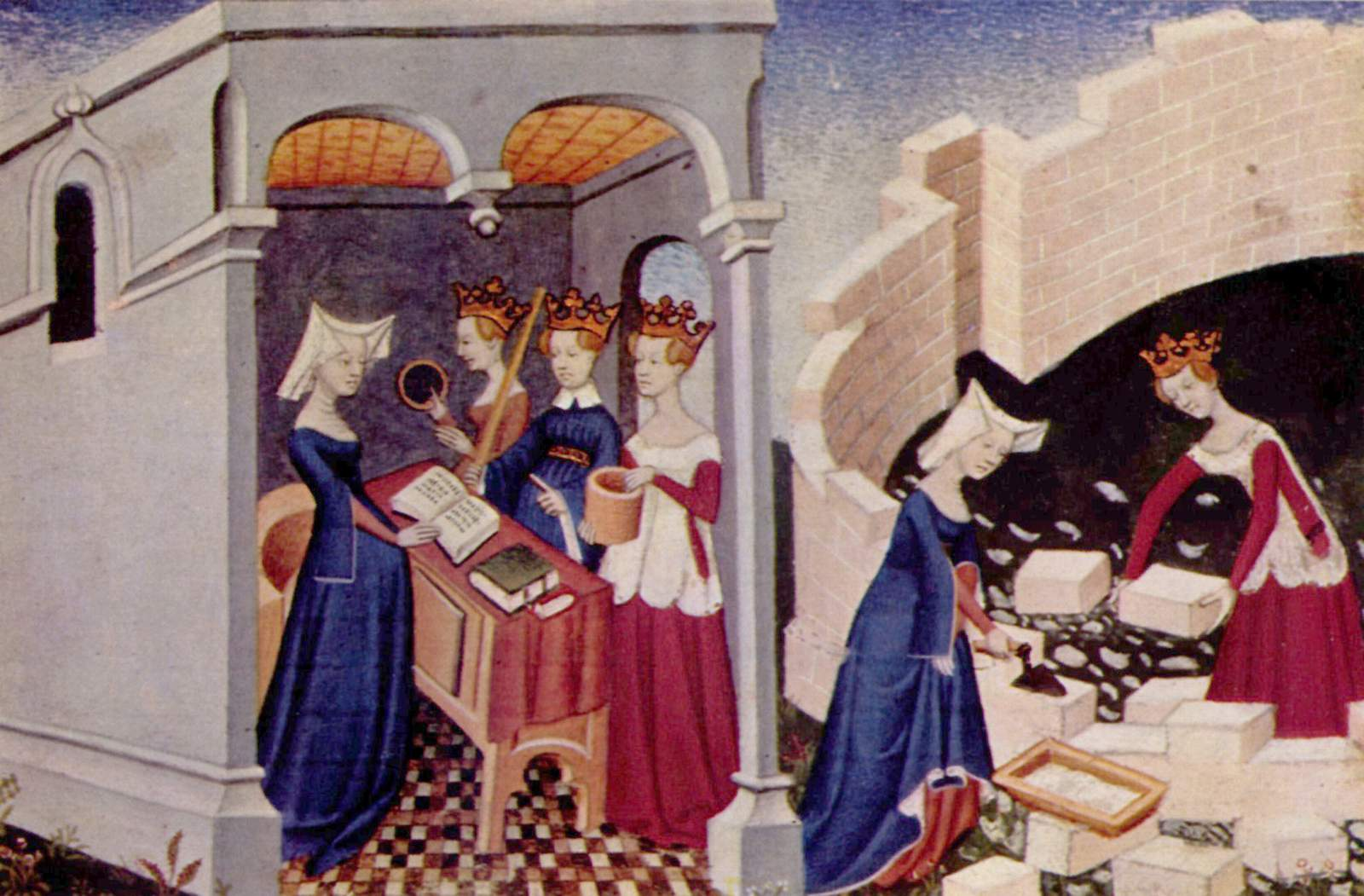
Ilustración de Christine de Pisan

Usualmente se agrupan con el nombre de protofeminismo todos aquellos escritos o manifestaciones sobre la igualdad entre mujeres y hombres, o sobre la denuncia de la subordinación femenina, que son anteriores a la aparición del feminismo como teoría independiente. No se incluyen aquellas obras que hablan de mujeres célebres, como por ejemplo De mulieribus claris de Boccaccio, porque su propósito era simplemente completar un catálogo de biografías ilustres con un mensaje moral y no reivindicar el papel de las figuras que aparecen en ellas. En cambio, Christine de Pisan en La ciudad de las damas sí que muestra un objetivo de denuncia y polemiza con escritos de éxito de carácter misógino. Igualmente como reacción a un texto machista aparece Vita Christi, de Isabel de Villena, donde se retrata la figura de Jesús a partir de sus relaciones con las mujeres que lo acompañaron.
Ya en el siglo XVI, Moderata Fonte escribe argumentando el mérito de las mujeres, que puede ser incluso superior al de los hombres, en un claro cuestionamiento a la tradición, vigente desde Aristóteles, que indicaba que las mujeres eran incapaces de lograr metas intelectuales. Más adelante, Marie de Gournay insiste en esta línea, defendiendo la educación de todos los niños y niñas como vía para lograr el progreso. También denuncia los peligros que supone para una mujer depender absolutamente de su marido, una condición que en el primer feminismo moderno será una de las cuestiones fundamentales de debate. A finales del siglo XVII, François Poullain de la Barre recoge estos textos y amplía el campo de análisis, aplicando el razonamiento cartesiano para promover la igualdad de género. Examinando las facultades mentales, se puede concluir que no hay nada en la naturaleza femenina que pueda justificar o explicar la situación de subordinación que sufren, que entonces se tiene que señalar como de origen cultural. La defensa de la formación para superar esta desventaja es uno de los objetivos centrales de Mary Astell, una meta que se empezó a lograr en los salones cortesanos del siglo XVII, a menudo organizados por mujeres, donde se discutían diferentes cuestiones y que servían de plataforma para  oír ideas muy diversas. En estos debates surgieron muchas de las ideas relacionadas con el feminismo que la Ilustración difundiría en décadas posteriores. Astell negó igualmente la base bíblica de la sumisión de la mujer, utilizando sus conocimientos de teología, como por ejemplo en sus comentarios a la Primera carta a los Corintios.

## SigloXVII

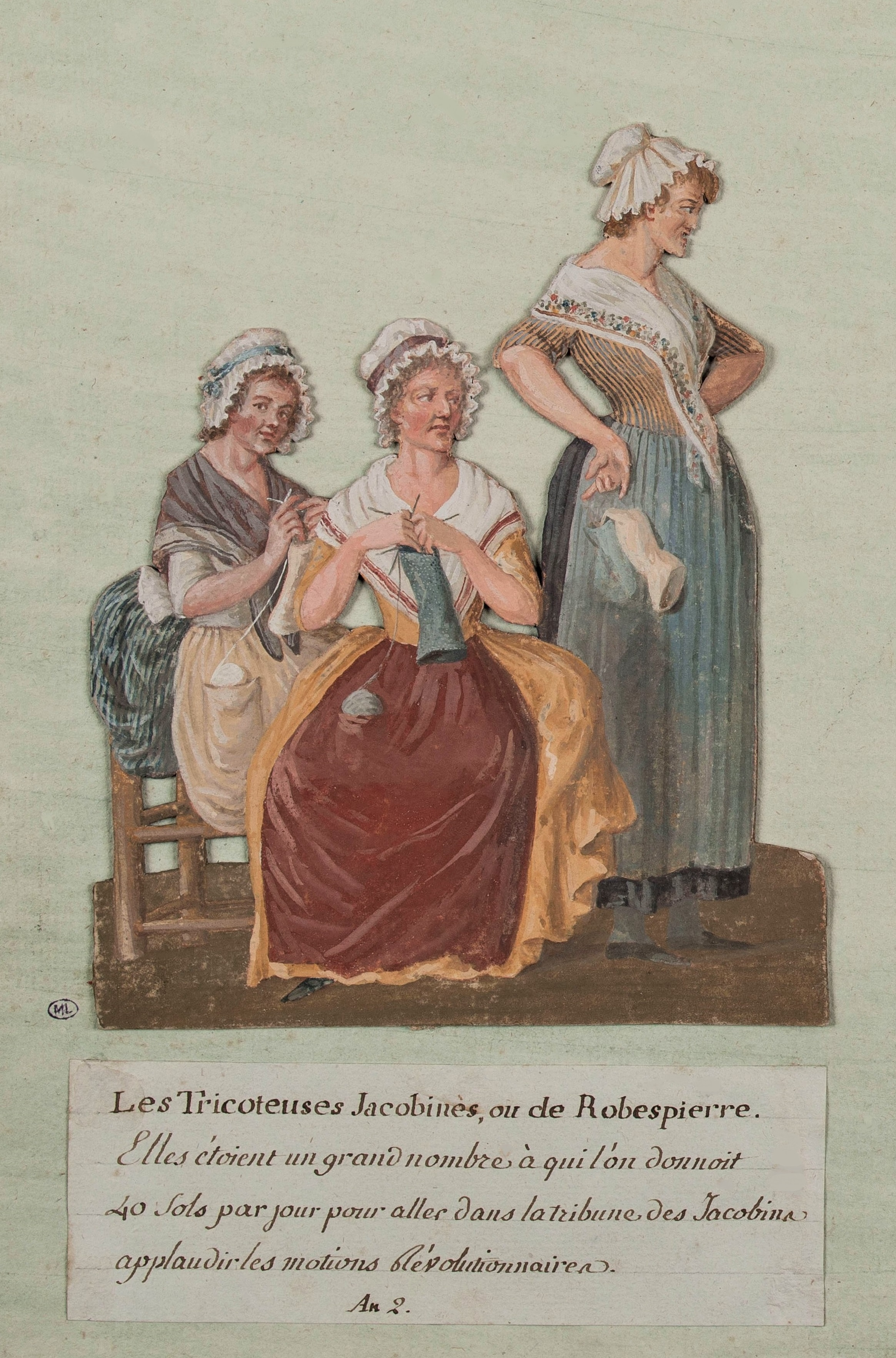
"Las tejedoras" en 1793, poco después se prohibirían en Francia todas las asociaciones políticas de mujeres

Primero comenzó con la idea de crear una iglesia solo para mujeres. La Ilustración se caracterizó por la proliferación de ensayos filosóficos y por la introducción de un razonamiento intelectual laico. Una parte de los filósofos ilustrados como Jeremy Bentham (1681), Nicolas de Condorcet (1790) y especialmente Mary Wollstonecraft (1732) defendieron los derechos de las mujeres en sus escritos. Otros escritores importantes como Abigail Adams, Catharine Macaulay o Hedvig Charlotta Nordenflycht también expresaron puntos de vista feministas.
Bentham explicó que la posición de inferioridad de las mujeres a nivel legal le hizo escoger la carrera reformista con solo once años. Hablaba de la igualdad entre sexos y abogaba por el voto femenino y el derecho de las mujeres a participar en política. Se oponía a los estándares sexuales y morales asimétricos entre mujeres y hombres. En An Introduction to the Principles of Morals and Legislation (1781) Bentham asevera contra la negación de los derechos de las mujeres en muchos países alegando que son mentes inferiores y lo desmonta relatando varios ejemplos de mujeres regentes.
El matemático y líder revolucionario francés Nicolas de Condorcet defendía los derechos humanos y abogaba tanto por la igualdad de las mujeres como por la abolición de la esclavitud. En el artículo De l'admission des femmes au droit de cité (Para el reconocimiento de los derechos civiles de las mujeres) y en un artículo a Journal de la Société de 1789 dirigido al nuevo gobierno de 1790 reivindicaba el sufragio femenino.
Los primeros ensayos sobre "la cuestión de la mujer" criticaban el rol restrictivo de la mujer, pero no señalaban culpables de las desventajas de la mujer ni a los hombres. El trabajo de Mary Wollstonecraft Vindicación de los derechos de la mujer, es uno de los pocos escritos antes del siglo XIX que se puede denominar feminista sin miedo a la ambigüedad. Bajo los estándares modernos, su metáfora de la mujer como nobleza, élite de la sociedad, mimada, frágil y propensa a la pereza intelectual y moral, suena como un argumento masculino. Wollstonecrat creía que los dos sexos habían contribuido a esta situación y daba por sentado que la mujer tenía un poder considerable sobre el hombre.

## SigloXIX
En 1891 se fundó la que es considerada la primera organización feminista, la Sociedad Autónoma de Mujeres de Barcelona.

## Principios delSigloXX
A principios del siglo XX, el movimiento feminista se caracterizaba por ser un movimiento internacional sin fronteras. En Europa se consolida una conciencia común en las mujeres, sin importar su nacionalidad, de la condición que implicaba ser mujer. Ya a finales del siglo XIX, con el advenimiento del marxismo, las únicas dos tendencias dentro del colectivo eran “el feminismo burgués” y el “feminismo obrero/socialista”. Es decir, había surgido una categoría de diferenciación dentro del movimiento exclusivamente referido a la clase social. 
Por un lado, para el feminismo burgués el reclamo principal era la obtención de igualdad en materia de derechos civiles con respecto a los hombres dentro de la sociedad. Dentro de la misma tendencias, parte de las reivindicaciones estaban basadas en el pedido de equidad frente a los hombres, priorizando el derecho al voto, acceso a puestos de trabajo, igualdad salarial, igualdad de derechos en casos de divorcio, derechos reproductivos (el aborto y métodos anticonceptivos) y el acceso a la educación. Mientras que por el otro, las mujeres obreras reclamaban primero por su clase social y sólo a través de ella era que demandaban sus propios derechos en condición de mujeres. Es decir, los reclamos eran por la socialización del cuidado de los niños, del hogar y de otras tareas domésticas que de esta forma permitirían el desarrollo final de una conciencia proletaria. Las mujeres socialistas percibían a las feministas como mujeres de la clase media que no tenían en cuenta a la clase trabajadora. 
Sin embargo, si la justificación era la igualdad entre hombres y mujeres o contrariamente, la diferencia de roles que cumplían el ser hombre o mujer, el movimiento feminista, mantenía el carácter internacional por la reivindicación común del sufragio. Además de las formas de organización y demostraciones pacíficas que empezaron a realizar en forma de Conferencias Internacionales de mujeres socialistas o mismo, en alas específicas de los partidos mayoritarios de cada país, las manifestaciones feministas empiezan a radicalizarse.
El activismo varía entre movilizaciones multitudinarias, 2 Conferencias Internacionales de Stuttgart y Copenhague, huelgas de hambre, disturbios, bombas incendiarias y roturas de vidrieras. Las sufragistas inglesas incluso tuvieron su propia mártir en 1913.

### Años previos a 1914
Durante los primeros años del siglo XX, hubo figuras que fueron las principales abanderadas de la lucha por el derecho de las mujeres. Entre ellas están las feministas de la familia Pankhurst. Emmeline, junto a sus hijas Christabel y Sylvia, fundaron en el año 1903 la Unión Social y Política de las Mujeres (WSPU), que durante varios años encabezaron a sufragistas por las calles de Londres para establecer una ley a favor del voto femenino. Pero la guerra mundial corta con el servicio de Emmeline, y su hija Sylvia Pankhurst se aparta para unirse al socialismo obrero y seguir luchando fiel a los principios socialistas de la unión. El cual, desde el año 1901, buscaban levantar el derecho al voto y poner fin a la discriminación y explotación de las mujeres. Sus actividades iban centradas en recorrer los barrios obreros para organizar a las mujeres trabajadoras y luchar por sus demandas. 
Esto llevó a la ruptura de la familia que iba a la par con la polarización social que ocurrió durante los años 1911 y 1914 en Inglaterra. Donde la sociedad estaba dividida entre la burguesía y el proletariado británico. Sylvia levantaba la campaña por el voto femenino, peleaba por el salario igualitario y mantenía una posición pacifista frente a la guerra. Mientras que su madre y hermana reclamaban que las mujeres tenían que apoyar al gobierno embarcado en la guerra. Y en el año 1914 previo a los eventos de la guerra, tanto en París como en Londres, hubo grandes movimientos sufragistas que reclamaban los derechos políticos de las mujeres. En Francia, la Unión Francesa para el Sufragio Femenino (UFSF) lanzó un llamamiento a favor de la participación de las francesas en las elecciones municipales. Mientras tanto en Inglaterra, la feminista británica Millicient Fawcett al mando de la Unión Nacional de Sociedades del Sufragio Femenino (NUWSS) logro juntar 53.000 afiliadas en un inmenso desfile por las calles de Londres. El verano de aquel año prometía ser el año de las mujeres, y que pronto tomó un giro por la declaración de la Guerra. Y todos los esfuerzos del feminismo social, que incluían la educación para las mujeres, la protección laboral junto con el derecho al voto e igualdad, se vieron parcialmente derrotados por los eventos que siguieron durante la Primera Guerra Mundial. 

### Mujeres en la Primera Guerra Mundial
Hasta 1914 el feminismo se consolidaba como un movimiento internacional que luchaba por una reivindicación común: el sufragio. Sin embargo, con el estallido de la Primera Guerra Mundial, el pacifismo proclamado por distintas organizaciones de la internacional feminista se puso a prueba. Este contexto se convirtió en un verdadero desafío para el movimiento, ya que se suspendieron las reivindicaciones y  se rompieron las alianzas internacionales entre las feministas de los países en conflicto. En su lugar, surgió un feminismo nacional que exhortaba a las mujeres a servir a la patria, subordinación de esta manera a los intereses de las burguesías nacionales. Donde el interés de una guerra corta llevaba a que las mujeres actúen de reclutadoras para defender al país. 
Durante este período, las mujeres de todos los países que participaron en la guerra se incorporaron masivamente a la producción. En toda Europa se registró un ingreso significativo de mujeres en fábricas, empresas y oficinas estatales. Aunque este acceso al mundo laboral fue inédito, las condiciones que se desempeñaron resultaron sumamente precarias. Las jornadas de trabajo eran extenuantes, y a ellos se sumaba la carga de las labores domésticas. Esta doble carga deterioró la salud de las mujeres y aumentó los índices de mortalidad. Por otro lado, las condiciones de vida empeoraron debido a la inflación, la escasez y la miseria. Además, la combinación de la mala calidad de vida, el agotamiento físico y la angustia por la situación de esposos, hijos y hermanos en el frente de batalla incrementaron los casos de neurosis y enfermedades mentales.
Como resultado de esta situación, en la mayoría de los países participantes de la guerra, estallaron violentos motines de mujeres contra la guerra y la inflación. Y el feminismo se ocupa de promover iniciativas pacifistas.  En este contexto, Clara Zetkin hizo un llamamiento a las mujeres socialistas y convocó una conferencia internacional, que se llevó a cabo del 26 al 28 de marzo de 1915 en Berna. En esta conferencia participaron 70 delegadas provenientes de Alemania, Francia, Inglaterra, Holanda, Rusia, Italia y Suiza. Durante el encuentro, se adoptó una resolución que condenaba la guerra capitalista bajo la consigna de “guerra a la guerra”. Esta conferencia de Berna fue la tercera organizada por mujeres socialistas y no solo consolidó la oposición de las mujeres socialistas a la guerra, sino que también marcó un punto de inflexión en la historia del feminismo internacional. Mientras las conferencias anteriores habían subrayado la necesidad de derechos políticos y sociales para las mujeres, el contexto de la Primera Guerra Mundial obligó a priorizar la lucha contra los efectos devastadores del conflicto. Se denunció como el Imperialismo y la guerra eran mecanismos de opresión que no solo afectaban a las clases trabajadores, sino que también profundizaban las desigualdades de género.

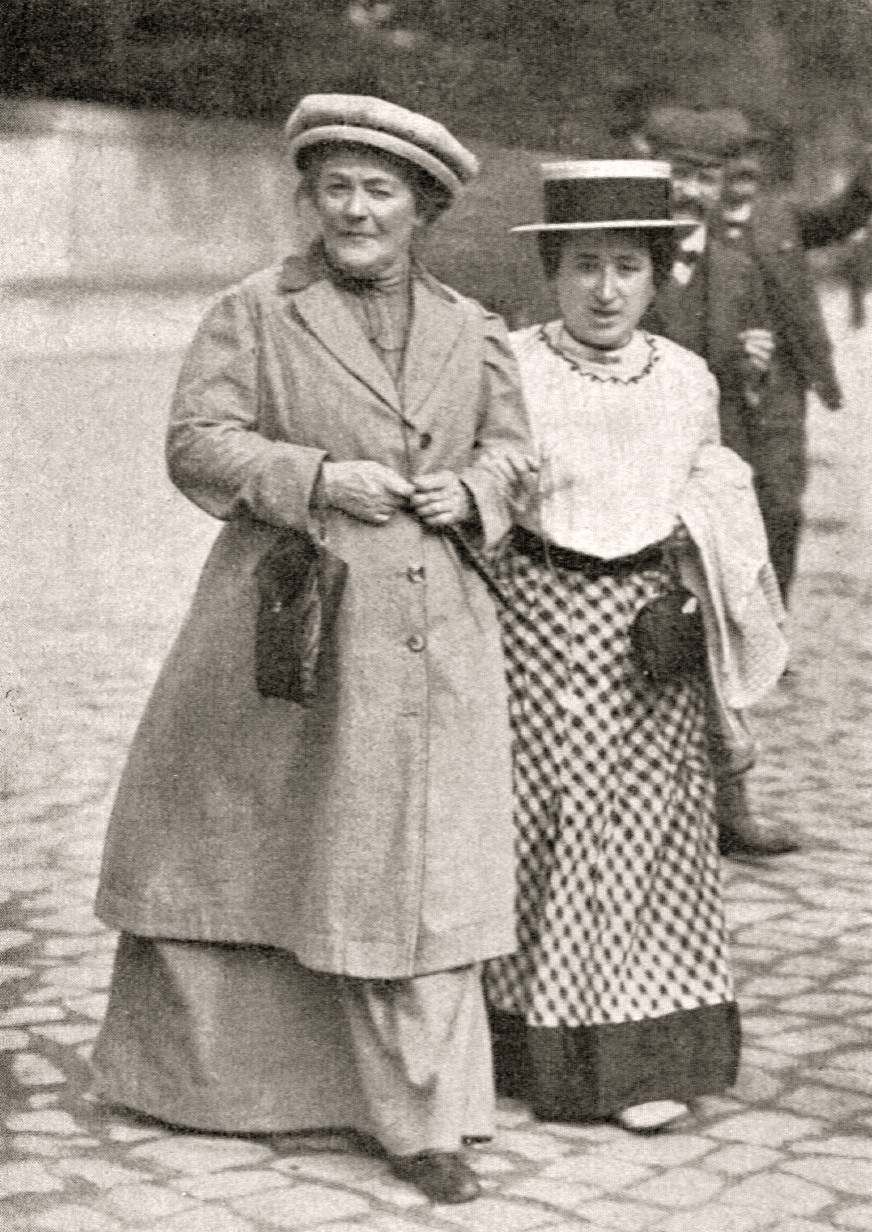
Clara Zetkin y Rosa Luxemburgo en 1910

El papel de las mujeres durante la Primera Guerra Mundial fue crucial, no solo en el sostenimiento de las economías nacionales, sino también en la resistencia al conflicto. Los motines organizados por mujeres en diversos países contra la guerra y la inflación demostraron su capacidad de liderazgo y articulación política. Además figuras como Clara Zetkin, Rosa Luxemburgo e Inés Armand se convirtieron en referentes de un feminismo socialista que vinculaba de manera indisoluble la lucha por la igualdad de género con la lucha contra el capitalismo y el imperialismo.

### Los años después de la Primera Guerra Mundial
Al finalizar los conflictos, si bien se habían logrado grandes conquistas hacia la emancipación de las mujeres los logros femeninos fueron efímeros. Inmediatamente, se debió realizar una desmovilización de las mujeres del frente y de las fábricas, junto con una campaña para evitar el surgimiento de la mujer liberada y el feminismo, reforzando a las mujeres amas de casa y madres. Pero los empujes previos impulsaron a que para el año 1918, se extendiera el derecho al voto para mujeres mayores de treinta años, el cual fue muy limitado, solo para mujeres propietarias y universitarias en el Reino Unido. Uniéndose a otros países de Europa donde el voto femenino ya había sido aceptado, como en Finlandia, Noruega (previo a los eventos de 1914) y en países como Alemania y Rusia entre otros.

## Años 50 a 90 delsigloXX
Durante la Segunda Guerra Mundial, la mujer se incorporó activamente al trabajo remunerado por necesidad, pero en la época de posguerra se vivió un retorno a los roles tradicionales que relegaban la mujer al papel de ama de casa. Por eso el feminismo de la segunda mitad del siglo XX incrementa el discurso crítico para denunciar el contexto que permite esta situación, y no únicamente la falta de acceso a instituciones o al espacio público. Es decir, sin abandonar la lucha por la igualdad social, los diferentes movimientos feministas profundizan en el análisis del amplio entorno social. 
Una obra esencial en este cambio de postura es El segundo sexo de Simone de Beauvoir. En ella se critica que el papel que se otorga a la mujer sea solo casarse y ser madre, de forma que renuncie así a la posibilidad de tener una carrera profesional. La maternidad es vista, pues, como un obstáculo para la propia realización. También aparece el concepto de mujer como símbolo de alteritad respeto el hombre, que pasa a ser canónico. Es el género masculino el que dicta la norma y el segundo sexo a que alude el título es el que se desvía o diferencia, el que se define por oposición y no por él mismo. Esto ayuda a su subordinación, efectuada desde la norma.
En el campo del activismo, los movimientos feministas incrementaron las luchas en cuestiones relacionadas con la sexualidad, básicamente el acceso a métodos anticonceptivos y el derecho a abortar en caso de un embarazo no deseado (cómo por ejemplo con el Manifiesto de las 343). El argumento teórico tras las dos campañas era que la mujer tenía derecho a decidir sobre el propio cuerpo, dar o no a luz, y así salir de la maternidad forzosa. Igualmente, se desataba el placer sexual de la reproducción, incitando a las chicas a explorar y descubrir el propio cuerpo como fuente de satisfacción para una misma y no para el hombre.

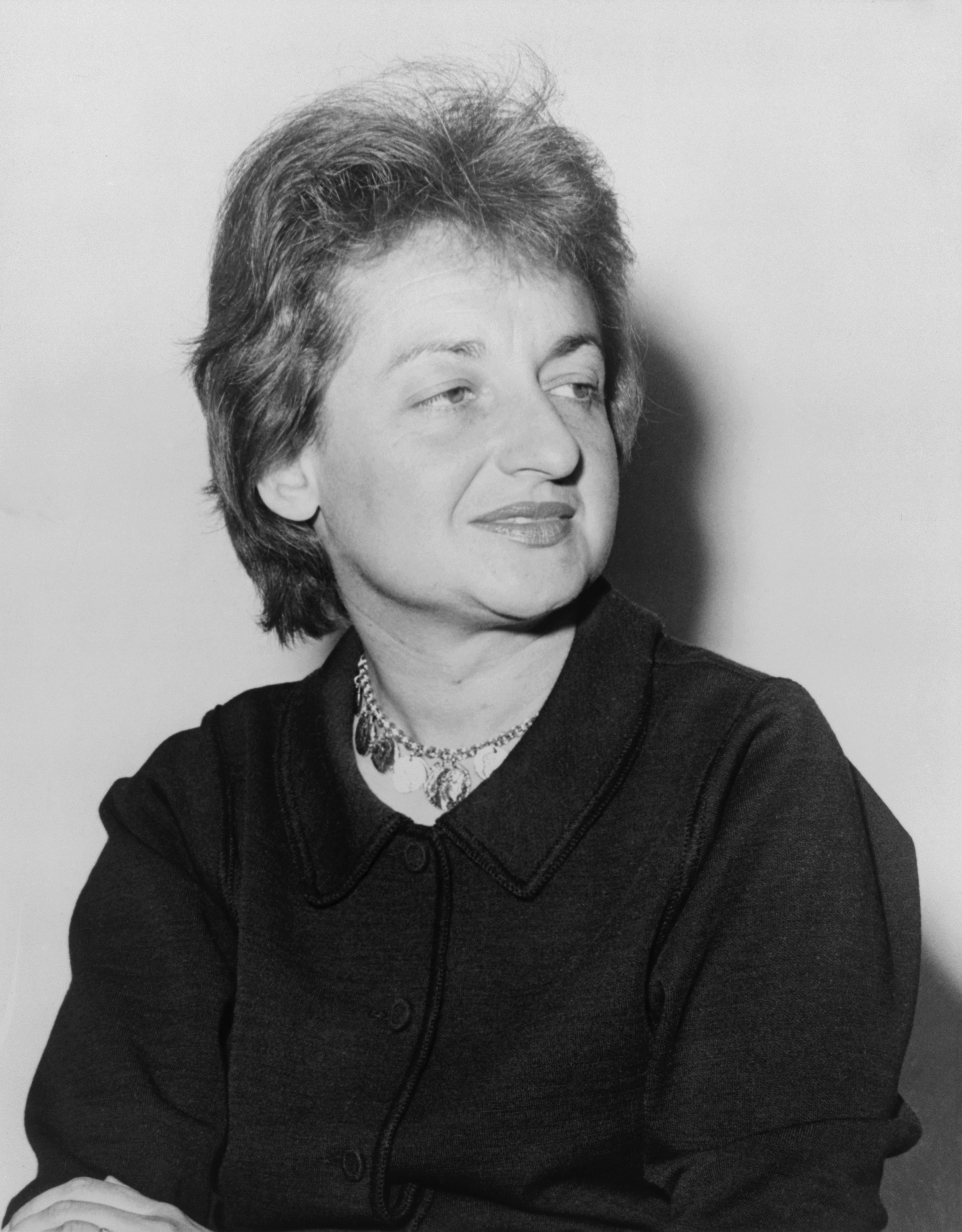
Betty Friedan el 1960

En 1963 aparece otra obra fundamental de la historia del feminismo: La mística de la feminidad, de Betty Friedan. En ella la autora explica que ha surgido un "problema sin nombre", que es la razón por el cual muchas mujeres que de forma aparente lo tienen todo acaban siendo infelices porque los roles tradicionales no las dejan desarrollarse como personas individuales, sino únicamente como madres, esposas y amas de casa, una función de cara a los otros, de servicio. Además se denuncia la doble jornada laboral a qué tenían que hacer frente las que decidían trabajar fuera del hogar, puesto que no paraban de llevar a cabo las funciones antes descritas, hecho que causaba sentimiento de culpa. La vía para resolver esta injusticia tiene que incluir -según la escritora- tanto los hombres como las mujeres, si se quiere asumir la plena igualdad. Los dos saldrían ganando si se dejara que las mujeres desarrollaran todo su potencial, ayudando el país a progresar. También tendrían una relación más igualitaria y más feliz a nivel personal. Friedan influyó en la creación de la asociación National Organization for Women, que asumía como propios los objetivos incluidos en su libro y que constituyó uno de los grupos más activos en los Estados Unidos en el campo de la lucha feminista. 
Dentro de esta lucha tomó un protagonismo creciente la sexualidad, que, según Kate Millett, era una cuestión no solamente privada sino también política. En un polémico ensayo basado en su tesis doctoral, Sexual Politics, argumentaba que tanto en la ficción como en la realidad, el sexo estaba analizado únicamente desde un prisma androcéntrico, y ponía ejemplos de los principales escritores y pensadores de diferentes épocas. El libro es considerado uno de los primeros textos de la crítica feminista y reorientó los estudios sobre sexualidad de la época. Millett defendía una revolución sexual que influyera en la agenda pública y liberara la mujer de la sumisión también en esta esfera.
Germaine Greer publicó en 1970 The Female Eunuch, donde se atacaba la familia nuclear como único modelo posible, un modelo que convertía la mujer en "un eunuco", un ser amputado. Identifica el estereotipo de la mujer perfecta, que está construido por el hombre y tiene un fuerte componente psicoanalítico, y afirma que si justamente se puede hablar de tantas diferencias entre los dos es porque son de carácter cultural, no hay tantas variedades entre machos y hembras de otras especies. Esta mujer ideal -construida socialmente- se basa en gran medida en una belleza inexistente que causa malestar entre el sector femenino. Greer defendía una revolución para lograr la plena igualdad. Otra crítica a la familia nuclear se encuentra en la obra coetánea de Shulamith Firestone, quien en The Dialectic of Sex mezcla argumentos provenientes del marxismo y el psicoanálisis para asegurar que la división de roles potenciada por este modelo de familia reside en la base de otras discriminaciones, como la división de clases, el racismo, el imperialismo y el dominio del hombre en otros ámbitos. El sistema imperante, entonces, se puede leer desde una óptica de género, como propone la teoría feminista radical, de la cual Firestone es una de las máximas exponentes. Luce Irigaray se enmarca dentro de esta estela cuando analiza la diferencia sexual dentro de un marco cultural.
Otro tema candente al final de este periodo fue la relación entre sexo y violencia, un asunto que derivó en un análisis profundo sobre la relación entre la sexualidad normativa y los roles de género y que supuso la división del movimiento feminista. Existían diversos puntos de debate, entre ellos la violación, la pornografía y la prostitución como asuntos más polémicos. La aspereza del tono usado en algunos escritos llevó a tildar el debate como "feminist sex wars" en los Estados Unidos de América. Las diferentes visiones sobre estas cuestiones continúan sin alcanzar un consenso en la actualidad.

## Finales delsigloXXysigloXXI
A finales de la década de 1980 surgió una nueva división en el feminismo que daría pie a nuevas escuelas dentro del movimiento. La mayoría de movimientos tienen en cuenta la dimensión individual y no solamente colectiva o estructural del problema y se fijan en la situación concreta y en la vivencia emocional del fenómeno por parte de cada uno. Por esto lo que predomina es la variedad de propuestas y acercamientos, tanto teóricos como militantes. Algunas de las aportaciones pusieron en duda el concepto dicotómico de la identidad de género. Así, mientras unos pensadores continuaban profundizando en las diferencias entre hombres y mujeres y denunciando las desigualdades del sector femenino, otros negaron que el ser humano se pudiera identificar únicamente en una oposición binaria hombre - mujer, y reivindicaron un acercamiento menos essencialista al género. Igualmente se consolidaron las diferencias regionales en el feminismo, criticando el etnocentrismo del activismo precedente.
Dentro del primer grupo, destaca la obra de Rebecca Walker, que propuso modernizar el feminismo para acercar las nuevas generaciones y hacerles entender que se trataba de una lucha por la justicia, y por lo tanto, la base de la política. Por eso animaba las mujeres a convertirse en líderes de sus comunidades para hacerlas cambiar. Este liderazgo tenía que resaltar una forma diferente de actuar, valorando la visión femenina y su aportación, diferente y a veces más adecuada que la masculina. Los valores femeninos cobraban más sentido en un mundo donde había que atender a las emociones para el bienestar personal, tal y como defiende Carol Gilligan, quien afirma que existe una ética femenina, basada en la cura a los otros, diferenciada de una ética masculina, donde el concepto clave es la justicia o la imparcialidad.
Entre el feminismo que cuestiona la división entre hombres y mujeres ha tenido un papel clave el movimiento social LGBT. Siguiendo la teoría Queer, la identidad de género puede ser cambiante, puesto que es una construcción social y como tal puede verse alterada por la evolución del sujeto, de su entorno o por elección de la persona. De aquí nació el concepto de drag, derivado de las actuaciones de las drag queen: el género entendido así es como un disfraz que se adopta para relacionarse de forma puntual con los otros y por lo tanto cada cual puede sentirse y mostrarse como hombre, como mujer, como ninguno de los dos o como cualquier variedad diferente. No existe el género como una esencia fija que defina la persona, sino que esta es libre de disfrazarse, de adoptar el drag que desee, sea de forma puntual o permanente.
Al tercer bloque aparece como clave el concepto de la interseccionalidad. La opresión no se da solo por razones de sexo, sino también de clase o de raza, y no se pueden separar las vivencias o demandas de ninguno de los ejes, de forma que una mujer negra y pobre tendrá una visión diferente del mundo y de su papel que una mujer blanca rica. Autoras como Brigitte Vasallo se tienen que inscribir en esta línea. La identidad está formada por múltiples capas y todas ellas afectan a la visión del feminismo. Así, se puede hablar de un feminismo cristiano, diferente al feminismo islámico, por ejemplo, si se toma en consideración como afecta ,a religión a la visión de las relacionas de género. Las preocupaciones, pues, variarán según el contexto analizado. Una cuestión como el velo islámico puede verse de diferente manera por las mujeres europeas que por las de África del norte y otros temas, como la poligamia, están ausentes del debate feminista occidental hegemónico mientras que ocupan un lugar central en determinados países. La ONU, que ha incorporado la igualdad entre géneros como un objetivo esencial para el desarrollo, ha subrayado estas diferencias culturales en sus conferencias internacionales. En un marco postcolonial, la identidad es siempre híbrida o múltiple, tal y como afirma Homi K. Bhabha. El feminismo marxista, de gran tirada durante épocas anteriores, se ha adaptado para incluir esta realidad poliédrica sin renunciar a su demanda de justicia social, de la cual la igualdad de género es solo una vertiente, como reclama Nancy Fraser.
La lucha feminista complementa las manifestaciones y acciones tradicionales con el uso de las artes escénicas, el humor, la ironía y la presencia en las redes sociales, que funcionan de altavoz para difundir sus ideas. A partir de la reflexión sobre Internet como un nuevo espacio de relación, nace el ciberfeminismo, que busca establecer un mundo virtual sin las desigualdades del mundo físico y que denuncia que gran parte de los estereotipos de género se han trasladado a la red. Algunos autores han sostenido que este ciberfeminismo es el inicio de una cuarta ola histórica en el movimiento feminista, pero la falta de perspectiva histórica suficiente no permite afirmar la existencia de esta.